# Hard-ish Bodies
Hard-ish Bodies (engl. für „Kräftige Körper“) ist ein Kurzfilm von Mike Carreon, der Ende April 2019 beim Tribeca Film Festival seine Premiere feierte.

## Handlung
Der übergewichtige Mitch arbeitet als Tänzer in einem Stripclub, muss aber auch immer wieder für Kundinnen zuhause als „Midnight Train“ auftreten, um Geld zu verdienen. Von seiner Kollegin erhält er über Funk seinen nächsten Auftrag bei einer afroamerikanischen Kundin, die ihn anlässlich ihres Geburtstags für eine Solo-Show gebucht hat. Am Einsatzort angelangt, klopft er in seiner Polizeiuniform mit den kurzen Hosen, einer Sonnenbrille und einem kleinen Ghetto Blaster ausgerüstet an die Tür von Appartement B statt von Appartement D, denn diese Zusatzinformation seiner Kollegin hat er über Funk verpasst.
Als sich die Tür öffnet, blickt er in den Lauf eines Gewehrs. Mitch wird neben einem toten Mann auf einem Stuhl festgebunden und geschlagen. Als er strippen soll, stellt er klar, dass seine Stärken im Tanzen liegen. Er liefert seine Show, doch er kann den Gangster damit nicht wirklich überzeugen. Der Gangsterbraut scheint es hingegen irgendwie zu gefallen, weshalb sie ihm ein paar Dollar von ihrer letzten Beute abgibt.

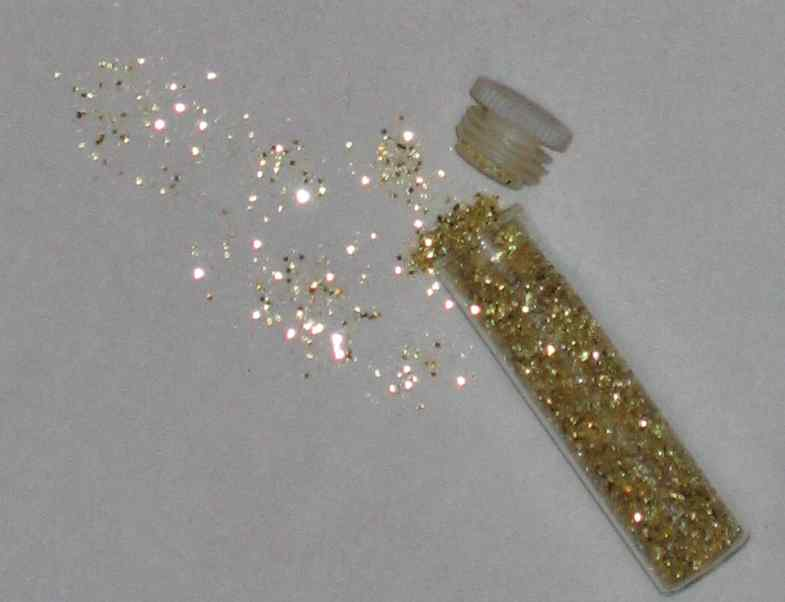
Indem Mitch den Gangstern Glitter in die Augen pustet, kann er aus dem Appartement fliehen

Eigentlich sollte Mitch längst in dem Stripclub sein, in dem er arbeitet. Dort bereiten sich gerade seine Kollegen auf die Show vor und machen sich Sorgen, wo er bleibt. Mitch befreit sich aus der prekären Situation, indem er den Gangstern Glitter in die Augen pustet und aus dem Appartement flieht. Da er jedoch die Schlüssel im Auto hat stecken lassen, muss er, lediglich mit einem viel zu engen Slip bekleidet, durch die Stadt rennen.
Ein Rikschkafahrer bringt ihn noch rechtzeitig zur abendlichen Show, wo er seinen Kollegen die Tasche mit dem vielen Geld präsentiert, die er bei den Gangstern mitgenommen hat. Diese lauschen ungläubig der Geschichte des völlig außer Atem geratenen Mitch. Die Vier werden von ihrer Kollegin angesagt und ziehen in Stoney’s Rock Hot Palace vor ein paar jubelnden Menschen wie gewohnt professionell ihre Show ab und bekommen auch hier noch den ein oder anderen Dollar zugesteckt.
Die eigentliche Kundin und Nachbarin des Gangsterpärchens geht durch die offenstehende Tür in deren Wohnung und fragt, ob sie ihren Stripper geklaut haben.

## Produktion
Regie führte Mike Carreon, der auch das Drehbuch schrieb.
Eine erste Vorstellung des Films erfolgte am 26. April 2019 beim Tribeca Film Festival. Ein Jahr darauf, ab Anfang April 2020, stellte das Tribeca Film Festival den Film Coronavirus-Pandemie-bedingt kostenlos online zur Verfügung.

## Auszeichnungen
Tribeca Film Festival 2019
- Nominierung in der Kategorie Best Narrative Short (Mike Carreon)